# Гладышево (Судогодский район)
Гладышево — деревня в Судогодском районе Владимирской области, входит в состав Мошокского сельского поселения.
Деревня расположена в 25 км на юго-восток от города Судогда.

## История
Недалеко от современного села Гладышево до 1685 года существовал монастырь, называемый «Прохорова пу́стынь». Монастырь, существовал на деньги этого княжеского рода, была упразднена после того как род князей Воротынских прервался со смертью последнего наследника Михаила Воротынского. После упразднения монастыря монахи ушли в Спасский Муромский монастырь.
Монастырские храмы стали приходскими и обслуживались притчем Тимофеевского погоста. От монастырской стены (деревянной) остался ещё не исчезнувший вал- основание, сложенное из природных камней и поросшее могучими старыми вязами монастырских времён.
Во середине XVIII века храм Преображения Господня сгорел и богослужения совершались в другой церкви во имя святителя Николая Чудотворца.
В 1775 году Никольский храм настолько обветшал, что прихожане решили построить новый деревянный храм во имя Преображения Господня. В 1859 году Преображенская церковь сгорела и вместо неё была построена новая тоже деревянная во имя Преображения Господня.
Недалеко от Гладышева в конце XVI — начале XX веков был построен стекольный завод. При заводе была часовня.
Хозяин этого завода Иван Фёдорович Гаврилов решил на свои средства вместо деревянного храма Преображения Господня построить каменный храм. Была построена каменная колокольня, но построить каменную церковь из-за революции не успели.
Деревня входила в состав Мошенской волости Судогодского уезда.
В 1930-х годах храм был закрыт. Иконы частично были разобраны по домам прихожанами Гладышева, частично перевезены в Рождественский храм в селе Ликино. Иконостас был увезён в село Старые Котлицы Муромского уезда, а некоторые богослужебные книги попали в Заястребский храм.
Каменная колокольня была разобрана властями на кирпич в 1960-е годы. Деревянный храм постепенно саморазрушался.
В середине 2000-х началось строительство нового деревянного храма на месте прежнего. 26 декабря 2009 года архиепископ Вламимирский и Суздальский Евлогий освятил главки с крестами, которые в тот же день были пондняты и установлены.

## Население
| 1859 | 1905 | 1926 | 2002 |
| ---- | ---- | ---- | ---- |
| 361  | 324  | 354  | 54   |

| 1859 | 1905 | 1926 | 2002 | 2010 | 2021 |
| ---- | ---- | ---- | ---- | ---- | ---- |
| 361  | ↘324 | ↗354 | ↘54  | ↗58  | ↘28  |